# Inermonephtys japonica
Inermonephtys japonica är en ringmaskart som beskrevs av Imajima och Hisayoshi Takeda 1985. Inermonephtys japonica ingår i släktet Inermonephtys och familjen Nephtyidae. Inga underarter finns listade i Catalogue of Life.